# Isidoor Mechant
Isidoor Mechant (Sint-Niklaas, 15 de desembre de 1885 - Dendermonde, 26 d'abril de 1966) va ser un ciclista belga que fou professional entre 1913 i 1925.

## Palmarès
- 1919
  - 1r a la Scheldeprijs
- 1920
  - 1r a la Drie Zustersteden